# The Original Delaney & Bonnie & Friends
The Original Delaney & Bonnie & Friends è il secondo album in studio del duo musicale statunitense Delaney & Bonnie, pubblicato nel 1969.

## L'album
Dopo aver ascoltato una demo dell'album, George Harrison offrì a Delaney e Bonnie un contratto con l'etichetta Apple Records.
Una canzone di questo album, "Ghetto", venne poi inserita regolarmente nella scaletta degli spettacoli dal vivo di Delaney and Bonnie.

## Tracce
1. Get Ourselves Together – 2:25
2. Someday – 3:29
3. Ghetto – 4:55
4. When the Battle is Over – 3:32
5. Dirty Old Man – 4:45
6. Love Me a Little Longer – 2:57
7. I Can't Take It Much Longer – 3:07
8. Do Right Woman, Do Right Man – 5:23
9. Soldier of the Cross – 3:10
10. Gift of Love – 2:53